# Olympische Sommerspiele 1904/Schwimmen
Bei den III. Olympischen Spielen 1904 in St. Louis wurden neun Wettbewerbe im Schwimmen ausgetragen. Es war neben dem Fechten die einzige Sportart, in der die US-Amerikaner nicht dominierten, da drei europäische Länder ihre besten Schwimmer entsandt hatten.
Die Schwimmwettbewerbe fanden vom 5. bis 7. September auf dem Ausstellungsgelände der Louisiana Purchase Exposition statt, im Life Saving Exhibition Lake. Dabei handelte es sich um einen künstlichen See, in dem üblicherweise die United States Coast Guard, die amerikanische Küstenwache, Übungen im Rettungsschwimmen vorführte.
Der See wurde von einem Bach durchflossen und war von Düngerrückständen und dem Viehmist der benachbarten Landwirtschaftsausstellung stark verunreinigt, weshalb zahlreiche Wassersportler während und nach den Wettkämpfen erkrankten.
Die Athleten starteten von einem nur wenig aus dem Wasser ragenden Bohlenfloß aus, das sonst zum Anlegen von Booten bei Vorführungen der Rettungsschwimmer diente. Das Floß war nur über eine schmale Planke erreichbar. Wendepunkt und Ziel waren durch gespannte Seile markiert, es gab keine abgetrennten Bahnen.

## Bilanz

### Medaillenspiegel
| Platz  | Land               | Gold | Silber | Bronze | Gesamt |
| ------ | ------------------ | ---- | ------ | ------ | ------ |
| 1      | Deutsches Reich    | 4    | 2      | 2      | 8      |
| 2      | Vereinigte Staaten | 3    | 3      | 4      | 10     |
| 3      | Ungarn             | 2    | 1      | 1      | 4      |
| 4      | Australien         | –    | 3      | 1      | 4      |
| 5      | Österreich         | –    | –      | 1      | 1      |
| Gesamt | Gesamt             | 9    | 9      | 9      | 21     |

### Medaillengewinner
| Disziplin             | Gold                                                                            | Silber                                                                       | Bronze                                                                               |
| --------------------- | ------------------------------------------------------------------------------- | ---------------------------------------------------------------------------- | ------------------------------------------------------------------------------------ |
| 50 Yards Freistil     | Zoltán von Halmay (HUN)                                                         | John Scott Leary (USA)                                                       | Charles Daniels (USA)                                                                |
| 100 Yards Freistil    | Zoltán von Halmay (HUN)                                                         | Charles Daniels (USA)                                                        | John Scott Leary (USA)                                                               |
| 220 Yards Freistil    | Charles Daniels (USA)                                                           | Francis Gailey (AUS)                                                         | Emil Rausch (GER)                                                                    |
| 440 Yards Freistil    | Charles Daniels (USA)                                                           | Francis Gailey (AUS)                                                         | Otto Wahle (AUT)                                                                     |
| 880 Yards Freistil    | Emil Rausch (GER)                                                               | Francis Gailey (AUS)                                                         | Géza Kiss (HUN)                                                                      |
| 1 Meile Freistil      | Emil Rausch (GER)                                                               | Géza Kiss (HUN)                                                              | Francis Gailey (AUS)                                                                 |
| 100 Yards Rücken      | Walter Brack (GER)                                                              | Georg Hoffmann (GER)                                                         | Georg Zacharias (GER)                                                                |
| 440 Yards Brust       | Georg Zacharias (GER)                                                           | Walter Brack (GER)                                                           | Henry Jamison Handy (USA)                                                            |
| 4 × 50 Yards Freistil | New York Athletic Club I Joseph Ruddy Leo Goodwin Louis Handley Charles Daniels | Chicago Athletic Club David Hammond William Tuttle Hugo Goetz Raymond Thorne | Missouri Athletic Club Amedee Reyburn Gwynne Evans Marquard Schwarz William Orthwein |

## Männer

### 50 Yards (45,72 m) Freistil
| Platz | Land | Athlet            | Zeit   |
| ----- | ---- | ----------------- | ------ |
| 1     | HUN  | Zoltán von Halmay | 28,0 s |
| 2     | USA  | John Scott Leary  | 28,6 s |
| 3     | USA  | Charles Daniels   | k. A.  |
| 4     | USA  | David Gaul        | k. A.  |
| 5     | USA  | Leo Goodwin       | k. A.  |
| 6     | USA  | Raymond Thorne    | k. A.  |

Datum: 6. September 1904
Die neun gemeldeten Schwimmer traten zunächst zu zwei Vorläufen an, in denen die sechs Finalteilnehmer ermittelt wurden. Im Finale erklärten die Schiedsrichter John Scott Leary zum Sieger, obwohl Halmay stets deutlich in Führung gelegen hatte. Angeblich habe Halmay kurz vor dem Zielseil aufgehört zu schwimmen. Leary wiederum behauptete, er sei behindert worden. Nach langen Beratungen setzte die Jury ein Stichrennen an; nach je einem Fehlstart gewann schließlich Halmay. Das Zielfoto bewies später, dass der Ungar bereits im eigentlichen Finale gewonnen hätte.

### 100 Yards (91,44 m) Freistil
| Platz | Land | Athlet            | Zeit       |
| ----- | ---- | ----------------- | ---------- |
| 1     | HUN  | Zoltán von Halmay | 1:02,8 min |
| 2     | USA  | Charles Daniels   | k. A.      |
| 3     | USA  | John Scott Leary  | k. A.      |
| 4     | USA  | David Gaul        | k. A.      |
| 5     | USA  | David Hammond     | k. A.      |
| 6     | USA  | Leo Goodwin       | k. A.      |

Datum: 5. September 1904
Die genaue Teilnehmerzahl ist unbekannt, doch traten mindestens sechs Schwimmer an. In zwei Vorläufen qualifizierten sich jeweils die drei Schnellsten für das Finale. Zoltán von Halmay gewann mit einem deutlichen Vorsprung.

### 220 Yards (201,17 m) Freistil
| Platz | Land | Athlet          | Zeit       |
| ----- | ---- | --------------- | ---------- |
| 1     | USA  | Charles Daniels | 2:44,2 min |
| 2     | AUS  | Francis Gailey  | 2:46,0 min |
| 3     | GER  | Emil Rausch     | 2:56,0 min |
| 4     | USA  | Edgar Adams     | k. A.      |

Datum: 6. September 1904
Bei diesem Rennen ist nicht bekannt, ob es Vorläufe gab; nur vier Teilnehmer sind namentlich bekannt. Absolviert wurden zwei Längen zu 110 Yards. Charles Daniels gewann mit knapp zwei Sekunden Vorsprung.

### 440 Yards (402,34 m) Freistil
| Platz | Land | Athlet          | Zeit       |
| ----- | ---- | --------------- | ---------- |
| 1     | USA  | Charles Daniels | 6:16,2 min |
| 2     | AUS  | Francis Gailey  | 6:22,0 min |
| 3     | AUT  | Otto Wahle      | 6:39,0 min |
| 4     | USA  | Leo Goodwin     | k. A.      |

Datum: 7. September 1904
Auch hier ist nicht bekannt, ob Vorläufe stattfanden. Nur vier Teilnehmer sind namentlich bekannt. Zurückzulegen waren vier Längen zu 110 Yards. Charles Daniels setzte sich noch deutlicher vor Francis Gailey durch als beim Rennen über die halbe Distanz.

### 880 Yards (804,67 m) Freistil
| Platz | Land | Athlet              | Zeit        |
| ----- | ---- | ------------------- | ----------- |
| 1     | GER  | Emil Rausch         | 13:11,4 min |
| 2     | AUS  | Francis Gailey      | 13:23,4 min |
| 3     | HUN  | Géza Kiss           | k. A.       |
| 4     | USA  | Edgar Adams         | k. A.       |
| 5     | USA  | Henry Jamison Handy | k. A.       |
|       | AUT  | Otto Wahle          | DNF         |

Datum: 7. September 1904
Dieses Rennen gilt als internationalste Entscheidung dieser Olympischen Spiele. Es waren sechs Schwimmer aus fünf Ländern am Start, Athleten aus drei Ländern gewannen eine Medaille. Zurückzulegen waren acht Längen zu 110 Yards, dabei setzte sich der Deutsche Emil Rausch mit zwölf Sekunden Vorsprung deutlich durch.

### 1 Meile (1609,34 m) Freistil
| Platz | Land | Athlet         | Zeit        |
| ----- | ---- | -------------- | ----------- |
| 1     | GER  | Emil Rausch    | 27:18,2 min |
| 2     | HUN  | Géza Kiss      | 28:28,2 min |
| 3     | AUS  | Francis Gailey | 28:54,0 min |
| 4     | AUT  | Otto Wahle     | k. A.       |
|       | USA  | John Meyers    | DNF         |
|       | USA  | Louis Handley  | DNF         |
|       | USA  | Edgar Adams    | DNF         |

Datum: 6. September
Bei diesem Wettbewerb musste der See 15-mal durchschwommen werden. Während der ersten Hälfte des Rennens blieben die sieben Teilnehmer dicht beisammen. Dann setzen sich Emil Rausch und Géza Kiss vom Feld ab. Rausch konnte seinen Vorsprung stetig vergrößern und gewann schließlich mit 50 Sekunden Vorsprung.

### 100 Yards (91,44 m) Rücken
| Platz | Land | Athlet           | Zeit       |
| ----- | ---- | ---------------- | ---------- |
| 1     | GER  | Walter Brack     | 1:16,8 min |
| 2     | GER  | Georg Hoffmann   | 1:18,0 min |
| 3     | GER  | Georg Zacharias  | 1:19,6 min |
| 4     | USA  | William Orthwein | k. A.      |
|       | USA  | David Hammond    | k. A.      |
|       | USA  | Edwin Swatek     | k. A.      |

Datum: 6. September 1904
Der übliche Start mit Abstoß der Beine war wegen des schwankenden Bohlenfloßes nicht möglich. Stattdessen sprangen die sechs teilnehmenden Schwimmer mit den Füßen voran ins Wasser und drehten sich anschließend auf den Rücken. Die Deutschen feierten einen Dreifachsieg.

### 440 Yards (402,34 m) Brust
| Platz | Land | Athlet              | Zeit       |
| ----- | ---- | ------------------- | ---------- |
| 1     | GER  | Georg Zacharias     | 7:23,6 min |
| 2     | GER  | Walter Brack        | 7:33,0 min |
| 3     | USA  | Henry Jamison Handy | k. A.      |
| 4     | GER  | Georg Hoffmann      | k. A.      |

Datum: 7. September 1904
Zuerst schien es, als ob nur drei Deutsche schwimmen würden. Dann meldete sich jedoch auch der Amerikaner Henry Jamison Handy, der die Bronzemedaille gewann. Es siegte der Deutsche Georg Zacharias.

### 4 × 50 Yards Freistil
| Platz | Land | Team                                                                                    | Zeit       |
| ----- | ---- | --------------------------------------------------------------------------------------- | ---------- |
| 1     | USA  | New York Athletic Club I Joseph Ruddy, Leo Goodwin, Louis Handley, Charles Daniels      | 2:04,6 min |
| 2     | USA  | Chicago Athletic Club David Hammond, William Tuttle, Hugo Goetz, Raymond Thorne         | k. A.      |
| 3     | USA  | Missouri Athletic Club Amedee Reyburn, Gwynne Evans, Marquard Schwarz, William Orthwein | k. A.      |
| 4     | USA  | New York Athletic Club II Edgar Adams, David Bratton, George Van Cleaf, David Hesser    | k. A.      |

Datum: 7. September 1904
Die Staffel war der einzige Schwimmwettbewerb, bei dem keine Ausländer teilnahmen. Den Deutschen wurde die Teilnahme verweigert, da sie unterschiedlichen Schwimmvereinen angehörten. Protestiert hatte der dem New York Athletic Club angehörende Österreicher Otto Wahle, der seinem Verein dadurch einen Vorteil verschaffen wollte.